# Sore
Sore (gaskonsko Sòra) je naselje in občina v jugozahodnem francoskem departmaju Landes regije Akvitanije. Leta 2009 je naselje imelo 1.015 prebivalcev.

## Geografija
Kraj leži v pokrajini Gaskonji znotraj naravnega regijskega parla Landes de Gascogne ob reki Petite Leyre, 57 km severno od Mont-de-Marsana in 66 km južno od Bordeauxa.

## Uprava
Sore je sedež istoimenskega kantona, v katerega so poleg njegove vključene še občine Argelouse, Callen in Luxey s 1.919 prebivalci (v letu 2009).
Kanton Sore je sestavni del okrožja Mont-de-Marsan.

## Zanimivosti
- romanska cerkev sv. Janeza Krstnika iz 12. stoletja, prenovljena v 16. in 19. stoletju,
- mlin na reki petite Leyre iz 12. stoletja,
- stara mestna vrata, imenovana La porte des Anglais, iz druge polovice 13. stoletja,
- ostanki nekdanje utrdbe.